# Moranida manselli
Moranida manselli är en insektsart som beskrevs av Miller och Stange 1989. Moranida manselli ingår i släktet Moranida och familjen Nemopteridae. Inga underarter finns listade i Catalogue of Life.